# Aslanduz
Aslan Duz (pers. اصلاندوز) – miasto w Iranie, w ostanie Ardabil. W 2016 roku liczyło 6348 mieszkańców.